# 152-мм корабельная пушка Б-38
Б-38 — советское 152,4-мм корабельное орудие, принятое на вооружение ВМФ СССР в 1940 году. Ограниченно использовалось в ходе Великой Отечественной войны в железнодорожных установках на станках от 203,2-мм пушек Канэ. В послевоенный период этими орудиями были вооружены лёгкие крейсера типов 68-К в трёхорудийных установках МК-5 и 68-бис в трёхорудийных установках МК-5бис. Также планировались к установке на линейных кораблях проекта 23 и тяжёлых крейсерах проекта 69 в двухорудийных установках МК-4.

## Оценка проекта

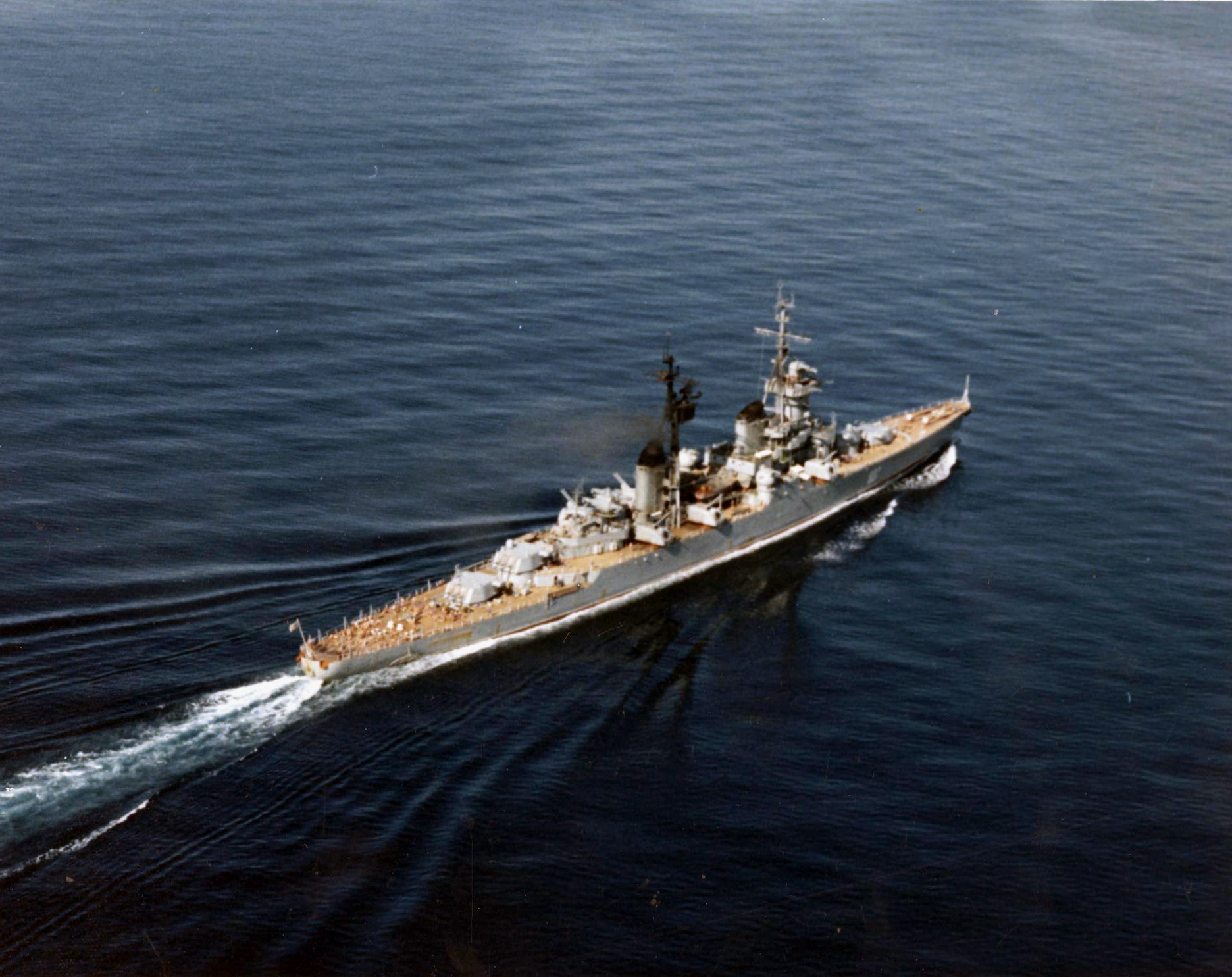
Лёгкий крейсер «Свердлов» проекта 68-бис.

По стандартам 1940 года Б-38 было отличным орудием. Оно обладало достаточной скорострельностью, живучестью, тяжёлым снарядом и имело превосходные для своего калибра баллистические характеристики. Однако по меркам 1950-х годов, когда стали вступать в строй крейсера проектов 68К и 68-бис, вооружённые этой артсистемой, её уже сложно было назвать современной. Основным недостатком орудия стала низкая скорострельность, вызванная применением картузного заряжания. В ряде западных флотов к тому времени появились крейсера с гораздо более скорострельными пушками. Американские лёгкие крейсера типа «Вустер» несли 152-мм автоматические пушки Mark 16, дававшие по 12 выстрелов в минуту на ствол. Британские крейсера типа «Тайгер» оснащались 152-мм орудиями Mark V со скорострельностью до 20 выстрелов в минуту. Шведские крейсера типа «Тре Крунур» и голландские «Де Зевен Провинсен» имели в качестве главного калибра 152-мм орудия шведского концерна «Бофорс», чья скорострельность достигала 10 выстрелов в минуту. При этом, все новые западные артсистемы обладали значительным углом возвышения и могли вести зенитный огонь. Зато Б-38 превосходило свои западные аналоги по дальности стрельбы, а система управления огнём позволяла реализовать это превосходство.
Тем не менее, орудие Б-38 обладало и определёнными достоинствами. Картузное заряжание позволяло, при необходимости, стрелять неполными зарядами, снижая износ ствола, а значительная дальнобойность была существенна при обстреле берега. Именно для огневой поддержки десантов, прежде всего, командование ВМФ СССР сохраняло в строю крейсера проекта 68-бис. Кроме того, мощная артиллерия крейсеров могла быть использована и для нейтрализации американских авианосцев и в период обострения международной напряжённости крейсера проекта 68-бис нередко сопровождали авианосные соединения вероятного противника, держа его корабли в зоне эффективного обстрела. Таким образом, само наличие мощных и надёжных орудий Б-38 позволило продлить карьеру уже устаревших крейсеров.

## Железнодорожные установки
В 1941 г. на железнодорожные 4-осные платформы устанавливались имеющиеся на складах морские 152-мм пушки «Канэ» и корабельные орудия «Б-38». Главная балка и броневое прикрытие транспортера ТМ-1-152 во многом повторяли ТМ-1-180. Погреба в виде металлических ящиков располагались на главной балке, поэтому боеприпасы подавались вручную. Орудия устанавливались на станках от 203-мм/45 пушек Канэ. Щитовое прикрытие представляло собой башню «МУ-2» (толщина лобовой брони — 50 мм, крыши и боковой брони — 25 мм). Транспортеры имели четыре опорные «ноги», шарнирно скреплённые с платформой. Всего было построено 4 установки. Установки, выпущенные в 1941 г. обозначались как «ТМ-1-152», а в 1943 г. — «Б-64». ТТХ установки: калибр — 152,4 мм; масса установки — 16.6 т длина ствола — 8,7 — 8,9 м, масса ствола с затвором — 12 т; масса снаряда — 48,5-55 кг; масса заряда — 24 кг; начальная скорость — 950 м/с; скорострельность — 6 — 7 выстрелов в минуту; дальность стрельбы — 28 — 30 км, расчёт башни — 10 человек.